# Episodi di The Bob Newhart Show (quarta stagione)
La quarta stagione della serie televisiva The Bob Newhart Show è stata trasmessa in anteprima negli Stati Uniti d'America dalla CBS tra il 13 settembre 1975 e il 28 febbraio 1976.
| nº | Titolo originale                                               | Titolo italiano | Prima TV USA      | Prima TV Italia |
| -- | -------------------------------------------------------------- | --------------- | ----------------- | --------------- |
| 1  | The Longest Good Bye                                           |                 | 13 settembre 1975 |                 |
| 2  | Here's Looking at You, Kid                                     |                 | 20 settembre 1975 |                 |
| 3  | Death of a Fruitman                                            |                 | 27 settembre 1975 |                 |
| 4  | Change Is Gonna Do Me Good                                     |                 | 4 ottobre 1975    |                 |
| 5  | The Heavyweights                                               |                 | 11 ottobre 1975   |                 |
| 6  | Carol's Wedding                                                |                 | 18 ottobre 1975   |                 |
| 7  | Shrinks Across the Sea                                         |                 | 25 ottobre 1975   |                 |
| 8  | What's It All About, Albert?                                   |                 | 1º novembre 1975  |                 |
| 9  | Who Is Mr. X?                                                  |                 | 8 novembre 1975   |                 |
| 10 | Seemed Like a Good Idea at the Time                            |                 | 15 novembre 1975  |                 |
| 11 | Over the River and Through the Woods                           |                 | 22 novembre 1975  |                 |
| 12 | Fathers and Sons and Mothers                                   |                 | 29 novembre 1975  |                 |
| 13 | The Article                                                    |                 | 6 dicembre 1975   |                 |
| 14 | A Matter of Vice-Principal                                     |                 | 13 dicembre 1975  |                 |
| 15 | Bob Has to Have His Tonsils Out, So He Spends Christmas Eve in |                 | 20 dicembre 1975  |                 |
| 16 | No Sale                                                        |                 | 3 gennaio 1976    |                 |
| 17 | Carol at 6:01                                                  |                 | 10 gennaio 1976   |                 |
| 18 | Warden Gordon Borden                                           |                 | 17 gennaio 1976   |                 |
| 19 | My Boy Guillermo                                               |                 | 24 gennaio 1976   |                 |
| 20 | Duke of Dunk                                                   |                 | 31 gennaio 1976   |                 |
| 21 | Guaranteed Not to Shrink                                       |                 | 7 febbraio 1976   |                 |
| 22 | Birth of a Salesman                                            |                 | 14 febbraio 1976  |                 |
| 23 | The Boy Next Door                                              |                 | 21 febbraio 1976  |                 |
| 24 | Peeper Two                                                     |                 | 28 febbraio 1976  |                 |